# Alexandre de Württemberg
Alexandre de Württemberg (em alemão: Alexander Friedrich Karl von Württemberg; Montbéliard, 5 de maio de 1771 – Gota, 4 de julho de 1833), foi um Duque de Württemberg, o décimo primeiro filho de Frederico II Eugênio, Duque de Württemberg, e de sua, a princesa Frederica de Brandemburgo-Schwedt. Sua irmã Sofia Doroteia casou-se com o czar Paulo I da Rússia.

## Família
Alexandre era o décimo primeiro filho de Frederico II Eugénio, Duque de Württemberg e da marquesa Frederica de Brandemburgo-Schwedt. Entre os seus irmãos estavam o rei Frederico I de Württemberg, a duquesa Sofia Doroteia de Württemberg, esposa do czar Paulo I da Rússia e a duquesa Isabel de Württemberg, esposa do imperador Francisco I da Áustria. Os seus avós paternos eram o duque Carlos Alexandre de Württemberg e a princesa Maria Augusta de Thurn e Taxis. Os seus avós maternos eram o marquês Frederico Guilherme de Brandemburgo-Schwedt e a princesa Sofia Doroteia da Prússia.

## Serviço militar

### Áustria
Alexandre começou por prestar serviço militar no exército do Ducado de Württemberg como coronel no dia 21 de abril de 1721 e foi depois transferido para o exército austríaco durante a campanha militar contra a França entre 1796 e 1799, tendo participado nas batalhas de Rastadt, Wurtzburg, Offenbach, Stockach e Zurique. Tornou-se general-major e tenente marechal-de-campo no exército austríaco em 1798.

### Rússia
Em 1798, conheceu Alexander Suvorov e aceitou a sua sugestão para se juntar ao Exército Imperial Russo como tenente-general e chefe do regimento de couraceiros de Riga que, em agosto de 1800, foi reorganizado e tornou-se no regimento dos dragões de Riga com Alexandre a ser promovido a general de cavalaria. Em 1811 foi nomeado governador militar da Bielorrússia.
Durante a campanha militar de 1812, prestou serviço no quartel-general do primeiro exército ocidental e lutou em Vitebsk, Smolensk, Borodino, Tarutino (onde recebeu a Ordem de São Jorge, 3.ª classe), Maloyaroslavets, Vyazma e Krasnyi. Em 1813, comandou o Cerco de Danzig pelo qual recebeu a espada dourada e a Ordem de São Jorge (2.ª classe). Depois da guerra regressou à Bielorrússia e ao seu regimento.
Em 1822, tornou-se chefe do departamento de comunicações e deu início a vários projectos para a construção de canais de rios na Rússia ocidental. Em 1826, foi nomeado chefe do regimento de couraceiros de Ekaterinoslav (Dnipro) e membro do conselho de estado, mas regressou ao regimento dos dragões de Riga em 1827. Em 1832, pediu dispensa do serviço e deixou a Rússia para sempre a 24 de novembro.

## Casamento e descendência
Alexandre casou-se a 17 de novembro de 1798 com a duquesa Antonieta de Saxe-Coburgo-Saalfeld. O casal viveu na Rússia durante muitos anos e foi lá que nasceram todos os seus cinco filhos:
- Maria de Württemberg (17 de setembro de 1799 – 24 de setembro de 1860), casada com o duque Ernesto I de Saxe-Coburgo-Gota; sem descendência.
- Paulo de Württemberg (24 de outubro de 1800 - 7 de setembro de 1802), morreu com quase dois anos de idade.
- Alexandre de Württemberg (20 de dezembro de 1804 – 28 de outubro de 1881), casado com a princesa Maria de Orleães; com descendência.
- Ernesto de Württemberg (11 de agosto de 1807 - 26 de outubro de 1868), casado com Nathalie Eschhorn von Grünhof; com descendência.
- Frederico Guilherme de Württemberg (29 de abril de 1810 - 25 de abril de 1815), morreu com quase cinco anos de idade.

## Genealogia
| Alexandre de Württemberg | Pai: Frederico II Eugénio, Duque de Württemberg | Avô paterno: Carlos Alexandre de Württemberg             | Bisavô paterno: Frederico Carlos de Württemberg-Winnental        |
| Alexandre de Württemberg | Pai: Frederico II Eugénio, Duque de Württemberg | Avô paterno: Carlos Alexandre de Württemberg             | Bisavó paterna: Leonor Juliana de Brandemburgo-Ansbach           |
| Alexandre de Württemberg | Pai: Frederico II Eugénio, Duque de Württemberg | Avó paterna: Maria Augusta de Thurn e Taxis              | Bisavô paterno: Anselmo Francisco, 2.º Príncipe de Thurn e Taxis |
| Alexandre de Württemberg | Pai: Frederico II Eugénio, Duque de Württemberg | Avó paterna: Maria Augusta de Thurn e Taxis              | Bisavó paterna: Maria Ludovica Ana Francisca de Lobkowicz        |
| Alexandre de Württemberg | Mãe: Frederica de Brandemburgo-Schwedt          | Avô materno: Frederico Guilherme de Brandemburgo-Schwedt | Bisavô materno: Filipe Guilherme de Brandemburgo-Schwedt         |
| Alexandre de Württemberg | Mãe: Frederica de Brandemburgo-Schwedt          | Avô materno: Frederico Guilherme de Brandemburgo-Schwedt | Bisavó materna: Joana Carlota de Anhalt-Dessau                   |
| Alexandre de Württemberg | Mãe: Frederica de Brandemburgo-Schwedt          | Avó materna: Sofia Doroteia da Prússia                   | Bisavô materno: Frederico Guilherme I da Prússia                 |
| Alexandre de Württemberg | Mãe: Frederica de Brandemburgo-Schwedt          | Avó materna: Sofia Doroteia da Prússia                   | Bisavó materna: Sofia Doroteia de Hanôver                        |